# Fundătura (gmina Arsura)
Fundătura – wieś w Rumunii, w okręgu Vaslui, w gminie Arsura. W 2011 roku liczyła 458 mieszkańców.